# 梁燕城
梁燕城（1951年－）是一名移民加拿大的英屬香港哲學學者、基督教講員、時事評論員，立場偏向中共，曾任中共政協委員。他曾任香港浸會學院高級講師及多所大學的客座教授，並出版過多本哲學及基督教探討的書籍。

## 簡歷
梁燕城1951年在英屬香港出生。曾於聖提摩太小學及香港培英中學就讀。1975年於香港中文大學新亞書院哲學文學士畢業，兩年後在中大哲學系碩士畢業，1981年至1982年於中國神學研究院修讀神學，然後於美國夏威夷大學以對《易經》與中國儒學的研究取得哲學博士資格。
梁燕城於1990年移民加拿大，1994年在當地創立「文化更新研究中心」，擔任院長，並創辦《文化中國》季刊。曾發表多篇關於中國哲學的文章，也曾在報章及多份基督教刊物發表了土耳其挪亞方舟的考證工作。他也是溫哥華AM1320華僑之聲，三藩市AM1400星島中文電台和洛杉磯 KMRB AM1430 粵語廣播電臺的時事評論員。
在學術方面，他曾在擔任教職於加拿大西門菲沙大學和卑詩大學、香港浸會學院、美國夏威夷大學等專上學院。
1997年他先後被聘為中國河南省社會科學院客座研究員、黃山文化書院客座教授及《尋根》雜誌通訊編委；被委任為加拿大國家團結委員、復旦大學、中山大學、華南師範大學、蘭州大學和山東大學客座教授。2006年被四川大學985工程特聘為客座講席教授及卑詩自由黨的華人顧問。
2012年，他獲加拿大總督頒發的女王鑽禧紀念勳章（Queen Elizabeth II Diamond Jubilee Medal），並任中國人民政治協商會議第十一屆全國委員會會議海外僑胞列席代表(2012)、廣西壯族自治區政協會議第十一屆第四/五次海外特邀貴賓代表(2016/17)。現時是國際中國哲學會、國際哲學與基督教對話會議及國際易經學會的會員。

## 爭議

### 與李天命筆戰
李天命曾在明報月刊撰文（《思辯與宗教》第Ⅱ部份）批評梁燕城《哲客俠情》一書，並用以作為其思考方法的反面教材，結果引起梁燕城反擊，在明報月刊（1988年8月號）發表《評李天命的〈思辯與宗教〉》（下稱《評》文）回應李天命的批評並加以人身攻擊及謾罵（如指李天命所教為「學術欺詐」、其著作為「垃圾文章」等）。有人認為該場筆戰是李天命獲勝。。但是浸大副教授關啟文發表演講認為梁燕城的辯証合理，李天命在哲學上未能成功批判。

### 支持梁美芬參加九龍西立法會選舉
2008年，梁燕城全力支持屬建制派的梁美芬參加九龍西立法會選舉，稱讚梁美芬是一個「有獨立思考的知識分子」。但支持一個人參選亦成為爭議全因不喜歡梁美芬的人太多。

### 反對廢除功能組別
2010年4月26日，梁燕城在《信報》發表〈從羅爾斯正義論看功能組別〉一文，反對廢除香港立法會的功能組別，他認為功能組別是保護社會特殊和重大貢獻的少數精英，不會被多數人的意志壓抑其權益，維持正義原則的體制。他引用美國哲學家羅爾斯（John Rawls）的《正義論》，指出公正社會要兼顧少數群體，一個地產巨富群體及一群低薪勞工是有同等地位和權利，均須在議會有代表權。然而，內文亦提及功能組別須擺脫小圈子，經由普選去選出代表組別的議員。

### 稱藏人自焚是「消極恐怖主義」
2012年3月，梁氏被中國委任為「政治協商會議特邀委員」，也是西藏問題的顧問學者，在北京出席政協會議。當時，藏人因不斷被政治打壓，有超過一百名藏人自焚而死，震驚國際社會。梁燕城在會議期間對媒體表示，藏人自焚是「消極恐怖主義」。 加拿大時事評論員劉淇昆指出：「就連中共的宣傳機器也不敢渲染藏人自焚是恐怖主義，它需要有人為他粉飾遮羞，對藏人倒打一耙，而這樣的言論最好是來自海外。劉淇昆估計梁燕城為諂媚中共是利益驅動才說出那些話。

### 認為中國保障信仰自由
2018年6月，梁燕城發表〈中國教會處境的瞭解〉文章，聲稱中國擁有信仰自由，中央不單沒有打壓教會，還會保障信仰自由。《中國保障宗教信仰自由的政策和實踐》一開始亦提到，尊重和保護宗教信仰自由是中國共產黨和中國政府對待宗教的基本政策。每個公民既有信仰宗教的自由，也有不信仰宗教的自由。

### 被認為中國河南信徒受迫害是上帝的心意
2018年10月，門徒媒體說梁燕城透過錄影禱告，聲稱河南信徒受到迫害，是上帝的心意，藉著受苦，可以祝福其他人。

### 揶揄在香港反送中運動中的被射爆眼球的傷者
2019年8月11日，一名女子在香港尖沙嘴警署外，意外被物體擊中眼部，使她右眼球爆裂，右眼皮及淚管撕裂，在右眼下方的上頜骨整塊全碎。抗爭者認為意外是由警方布袋彈造成。 2019年8月15日，梁燕城在三藩市星島中文電台節目《時事觀察》評論該事件時，指布袋彈留在眼罩上的照片可能是偽造，並揶揄右眼己失明的傷者「為什麼受傷女子不主動報警，讓警方調查真相」。梁的評論被門徒媒體批評為「忽視不同人士拍攝的圖片清楚顯示眼罩夾著只有警方才擁有的布袋彈、警方於記者會承認當晚曾發射過十發布袋彈及不承諾不拘捕該名女傷者的事實」。

### 指「721元朗恐怖襲擊」由示威者引起
2019年7月21日，在香港元朗鐵路站發生「721元朗恐怖襲擊」事件，一群白衣人以木棍、刀、鐵通、藤條等武器，無差別的對車站內的乘客作出襲擊，並追至車廂內，使多名市民受傷，傷者包括老弱婦孺。 2019年8月21日，梁燕城在加拿大中文電台節目AM1470《時事直擊》中評論此事時，指立法會議員林卓廷帶領黑衣示威者挑釁在先，引發「黑白武鬥」。 其言論即引起聽眾非議，有讀者指梁氏言論屬「顛倒黑白、混淆是非，需予譴責」。8月23日，加拿大中文電台宣布梁燕城已於8月22日請辭及離開《時事直擊》節目，而由其主理的文化更新研究中心於星期日播出的一檔節目「文化更新」亦停止於加拿大中文電台播放。到了2020年，梁燕城轉投了溫哥華另一華語電台華僑之聲，而「文化更新」亦在2月底於華僑之聲更名復播。

### 替何君堯「殺無赦」事件作專家證人
2020年英國事務律師紀律審裁處召開聆訊，調查何君堯在2017年集會中大喊「殺無赦」是否專業不當，梁燕城替何君堯作專家證人，指「殺無赦」僅代表「不可原諒」（unforgiven） ，並不解作「殺害」（killing）。結果審裁處裁定對何君堯投訴不成立。

### 抹黑袁國勇教授，指武漢肺炎是美國生化武器
2020年3月26日，梁燕城在 YouTube「時事觀察」節目中，指責港大微生物學系講座教授、香港傳染病學權威專家袁國勇及同系名譽助理教授龍振邦，指他們用「武漢肺炎」一詞，是「公然違反普世的道德標準」，缺乏科學家的道德標準。梁更稱刻意散佈「武漢肺炎」是美國製造的生化武器。

### 發文指「動態清零」乃真正的人文主義
2022年2月20日，在新冠病疫期間，梁燕城與梁美芬在《星島日報》發表〈「動態清零」乃真正的人文主義〉文章，批評當時西方國家採取的「與病毒共存」的政策代表西方政府無法團結整體抗疫，是犧牲弱者的投降；並讚揚當時中國政府已推行兩年多的「動態清零」政策是基於孟子的「惻隱之心」及莊子的「天地與我並生，萬物與我為一」，充滿中國文化的人性仁愛融和價值和人道主義。國際關係學者沈旭暉博士指出，中國於2022年12月極速放棄以政治運動方式堅持了兩年多的「動態清零」，因「動態清零」造成無數人間慘劇，禍首包括一眾為獻媚製造荒誕「論述」的學棍，箇中又以來自香港、現居加拿大的梁燕城為典型。

## 作品列表
- 《哲客俠情》
- 《會通與轉化》
- 《慧境神遊》
- 《尋東西哲學境界》
- 《哲學家武林大會》
- 《中國哲學的重構》
- 《文化中國蓄勢待發》
- 《崩離與整合—當代智者的對話》
- 《破曉年代—後現代中國哲學的重構》
- 《古國蒼茫—中西政治文化的批判與前瞻》
- 《哲學與符号世界》
- 《世紀之變的反思》
- 《跨世紀的反思》
- 《儒、道、易與基督信仰》

## 外部連結
- 加拿大中文電台 AM1470 AM資訊大本營：梁燕城
- 加拿大總督頒發的女王鑽禧紀念勳章: 梁燕城（页面存档备份，存于）
- DJ介紹 - 梁燕城（页面存档备份，存于）
- 節目介紹/節目重溫 - 走馬天下（页面存档备份，存于）